# 크리스티안 볼라뇨스
크리스티안 볼라뇨스 우에코 나바로(Christian Bolaños Hueco Navarro, 1984년 5월 17일, 아티요 데 산 호세 ~ )는 코스타리카의 전 축구 선수이다.
이전에는 코스타리카의 데포르티보 사프리사, 덴마크의 오덴세 BK, 노르웨이의 IK 스타르트에서 활약했으며, 데포르티보 사프리사 시절에는 국제 무대에서 팀의 2005년 FIFA 클럽 월드컵 3위 수성에 공헌하고, 개인적으로는 브론즈 볼 수상을 경험하였다.
코스타리카 축구 국가대표팀에서는 2005년부터 현재까지 86경기에서 7골을 넣었으며, 2005년 CONCACAF 골드컵, 2006년 FIFA 월드컵, 2007년 CONCACAF 골드컵, 2011년 CONCACAF 골드컵, 2014년 FIFA 월드컵, 코파 아메리카 센테나리오 대표로 활약하였다.